# 五社之祠
五社之祠（ごしゃのほこら）は、富山県高岡市戸出市野瀬にある神社である。市野瀬の天満宮の末社。五社之社、五社之宮、五社の宮とも。

## 祭神
- 水波能売神[3]
- 軻遇突智命[3]
- 埴山姫命[3]
- 久久能智神[3]
- 金山彦神[3]

## 歴史
創立年月等は不詳。御神体は川へ流れてきた神様とされ、「川へ流れてこられたから神様が寒いだろう」として祭りで火を焚いて神を祀る奇習がある。江戸末期に夢のお告げによって五体の神のうち三体を氷見の山手へ移したとされる。